# Vikenkyrkan
Vikenkyrkan är en stadsdelskyrka för de södra stadsdelarna av Karlstads domkyrkoförsamling. Kyrkan ritad av Lars-Erik Havstad har ett modernt formspråk, medan det traditionella fasadmaterialet falurödfärgad träpanel gör att byggnaden knyter an till värmländsk kyrkobyggnadstradition. Kyrkorummet har en för 1980-talet tidstypisk inredning som präglas av ljusa trämaterial. Kyrkan är representativ för småkyrkobyggandet med flexibel planlösning och omfattande lokaler för församlings- och ungdomsverksamhet.

## Historik
Kyrkan har tillkommit som ett led i den så kallade småkyrkorörelsen som startade under 1950- och 1960-talen. Dock föddes den första tanken på en kyrka i området Viken-Kvarnberget redan år 1927. Åren gick och en tillfällig lösning åstadkoms på 1950-talet genom att en källarlokal vid Ölmegatan på Kvarnberget användes som kyrksal. Vid 1980-talets början föreslog Karlstads kommun en tomt i kvarteret Järpen i Viken som en lämplig placering för en stadsdelskyrka. Invigningen skedde den 18 december 1983. Kring år 1990 byggdes kyrkan till då lekhallen i församlingsdelens norra ände utvidgades. Tillbyggnaden ritades av arkitekt Hans Ericsson, Arkitektgruppen i Karlstad och medförde att gården utanför blev mer omsluten. Kyrkan har därefter inte genomgått några ombyggnader eller större förändringar.

## Kyrkobyggnaden
Kyrkan är sammanbyggd med församlingshuset och har en fristående klockstapel. Klockstapeln är korsformad och klädd med faluröd lockpanel och kröns av en förgylld kyrktupp. Kyrkokomplexet utgörs av en L-formad byggnadskropp där församlingsdelen är uppförd i vinkel mot själva kyrkorummet och samlingssalen. Det kvadratiska kyrkorummet är markerat i byggnadens exteriör genom att det har ett något högre väggliv än församlingsdelen och den speciella takformen med pyramidtak, som kröns av en lanternin med ett förgyllt kors. Kyrkan är uppförd i trä och fasaden är klädd med falurödfärgad lockpanel. Byggnadskomplexet har en kraftig vit takfot och taket är belagt med takpapp i form av takspån (shingel). Nockbeslagen är utförda i kopparplåt. Ingång till kyrkan sker dels från öster genom kyrkans huvudentré vid parkeringen, dels i väster vid gården. Huvudentréerna har försetts med blanka aluminiumdörrar. Kyrkans huvudentré pryds av ett välvt plåttak. Kyrkobyggnadens övriga dörrar är utförda i mörkbrun färgad aluminium. Församlingsdelen har vita aluminiumfönster med mittpost och spröjs. I anslutning till byggnadens kraftiga takfot finns fotrännor och stuprör i koppar. Kyrkans betonggrund är gråmålad.

## Inventarier
Kyrkorummet är kvadratiskt och har ett brant tälttak försett med lanternin. Koret, som är placerat utmed västra väggen, är ingen arkitektoniskt avgränsad del utan hänger ihop med kyrkorummet som helhet. Kyrkan har flexibel möblering utan fast inredning. Rummet kan på ett enkelt sätt utvidgas genom att vikväggen mot den intilliggande församlingssalen dras åt sidan. Utmärkande för interiören är det ljusa träet i väggar, tak och annan inredning och den stora ljuskransen i mässing som hänger under lanterninen. Golvet i kyrkorummet liksom anslutande församlingssal är belagt med kvadratisk klinker i en brun kulör. Väggarna är klädda med liggande slätpanel och stående fasspontpanel som är lätt vitlaserad. Vikväggen mot församlingssalen och limträbalkarna som bär upp kyrkans takkonstruktion är av klarlackad furu. Kyrkans innertak är klätt med stående vitlaserad spontad panel. Lanterninen har bruna aluminiumfönster och brädklädningen i lanterninens tak bildar ett grafiskt mönster. Kyrkorummet är möblerat med lösa kopplade stolar utförda i ljus bok och klädda med tyg i orange kulör. Stolarna har placerats så att en mittgång bildas. Altarväggen domineras av en textilapplikationen med motivet Den lidande Frälsaren (Den korsfäste Kristus). På var sida om textilen är symbolerna Alfa och Omega placerade, utförda i klarlackad furu. För att skapa ett ljusinsläpp mot koret och dopfunten har ett smalt, tvådelat fönster placerats i kyrkans norra vägg. I övrigt finns inte några fönster i kyrkorummets väggar, utan takets lanternin förser rummet med överljus. Altarbordet är enkelt utfört i klarlackad furu och prytt med altarbrun. Predikstolen i lackad bok är försedd med textil på sidorna (Alfa och Omega) och ett predikstolskläde. Kyrkan har enhetligt komponerade textilier i församlingssalen, såsom altarbrun, predikstolskläde, mässkläder, kollekthåvar och gobelängen Livets tre årstider. Ljusbäraren i form av livets träd med fåglar är tillverkad av konstsmeden Örjan Holm. Dopfunten är utförd i lackad bok och har en cuppa buren av Petrus nycklar. Dopskålen i försilvrad koppar. Sakristian är placerad i anslutning till församlingssalen. Den kanske mest dominerande inredningen är ett glasmosaikfönster komponerat av Hugo Schultz 1931. I vinkel med kyrkorum och församlingssal ligger övriga församlingslokaler med olika funktioner bland annat kök, kapprum och lokaler för barn- och ungdomsverksamhet.

### Orgel
Orgeln är byggd 1985 av Lindegren Orgelbyggeri AB i Göteborg och har nio stämmor fördelade på två manualer och pedal. Den är mekanisk. Orgeln är placerad utmed kyrkorummets södra vägg och utförd i vitlaserad furu.
| Huvudverk I  | Svällverk II       | Pedal      | Koppel |
| Rörflöjt 8’  | Gedackt 8’         | Subbas 16’ | I/P    |
| Principal 4’ | Rörflöjt 4’        |            | II/P   |
| Svegel 2’    | Principal 2’       |            | II/I   |
| Mixtur 3 kor | Sesquialtera 2 kor |            |        |
|              | Tremulant          |            |        |

## Omgivning
Kyrkans placering innebär att den tillsammans med en fristående klockstapel utgör ett landmärke för stadsbilden runt Orrholmsviken. Den livliga trafiken utmed Sjömansgatan gjorde att kyrkorummet fick en sluten form, utan fönster i kyrkväggarna. Utmed kyrkans östra och västra sida löper vältrafikerade gångstråk. Kyrktomten har inhägnader i form av häckar mot öster och söder samt ett lågt staket mot norr. På gräsmattan söder om kyrkobyggnaden är den fristående klockstapeln placerad. I väster är kyrkotomten mer öppen mot Wennbergsparken. Ett antal träd ramar in tomten. Framför kyrkans huvudentré mot öst finns en asfaltbelagd parkering. I anslutning till ingången finns vintergröna växter. Framför församlingsdelens entré mot väster finns en mindre lekplats. Uteplatser finns dels i anslutning till samlingssalen mot Sjömansgatan dels inne på gården. Delar av marken närmast byggnaden har belagts med betongplattor.